# حرب الزبارة وبوشهر (1782-1783)
حرب الزبارة وبوشهر هي حرب نشبت بين ناصر آل مذكور حاكم بوشهر وبين أحمد آل خليفة حاكم الزبارة ومعه الجلاهمة خلال سنة 1782 و1783، انتهت بانتصار احمد آل خليفة واستيلائه على البحرين ونقل عاصمته إليها من الزبارة. ويذكر أن السبب الرئيسي في نجاح آل خليفة في الاستيلاء على البحرين يرجع إلى احتلال الفرس للبصرة سنة 1776 في عهد كريم خان الزند، وقد ساهم هذا الاحتلال إلى هجرة تجار البصرة الأثرياء إلى الكويت والزبارة، مما سبب في انتعاش المدينتين اقتصاديًا.

## الخلفية التاريخية
خضعت البحرين ابتداء من 1753 لحكم إمارة بوشهر التي يحكمها الشيخ نصر آل مذكور والذي كان بدوره خاضع لحكم الدولة الزندية التي تحكم بلاد فارس، ويملك الشيخ نصر أسطولا قويًا تمكن بواسطته من المحافظة على سيطرته على البحرين.
في حين كان العتوب موجودين في الكويت وقد كانت علاقتهم مع بوشهر وثيقة ويدلل على ذلك مشاركتهم في هجوم إمارة بوشهر لاحتلال البحرين سنة 1753. ونتيجة لذلك فقد منح آل مذكور العتوب إعفاء من ضرائب الغوص على اللؤلؤ
في 1766 انفصل جزء من العتوب في الكويت بزعامة آل خليفة، واتجهوا جنوبًا بقواربهم حتى وصلوا البحرين، فعرجوا عليها ولكن حكامها من آل مذكور منعوهم من النزول، فاستأنفوا سيرهم إلى الزبارة فنزلوها سنة 1766. وسبب اختيارهم لهذا المكان هو موقعه التجاري ولقربه من مغاصات الؤلؤ ثانيا، ثم أنه يقع على جون عميق به جزيرة صغيرة على الشاطئ الغربي من شبه جزيرة قطر، وتبعد حوالي 5 أميال إلى الجنوب من «خور حسن» التي اتخذها رحمة بن جابر الجلهمي مركزا لقرصنته وإغارته على الشواطئ والسغن العتبية. وبعد ان استقروا في الزبارة قاموا بتأسيس إمارتهم الخاصة في قطر وسرعان ما ازدهرت المدينة خصوصا بعد انتشار وباء الطاعون في البصرة سنة 1773 ووحصار الفرس لها في 1775 مما أدى إلى هجرة العديد تجار البصرة إليها إلى جانب الهاربين من الكويت واستقروا مؤقتًا فيها، فتركزت في الزبارة وحدها تقريبًا تجارة اللؤلؤ بين شرق الجزيرة العربية والهند.
أدى ازدياد غنى وقوة الزبارة إلى اشعال غيرة نصر آل مذكور حاكم بوشهر والبحرين، وبدأ صراع للسيطرة على السلطة في المنطقة بين العتوب وبين حكام الساحل الشرقي من الخليج، خصوصًا عندما أمر الشاه «كريم خان زند» نصر آل مذكور بإخضاع الزبارة واحتلالها سنة 1777، إلا أنه فشل في مهمته.

## أسباب الصراع
على الرغم من العلاقات الطيبة التي كانت تجمع العتوب بإمارة بوشهر إلى حد الذي جعل الهولنديين الذي يقيمون في جزيرة خارج يصفون العتوب بأنهم حلفاء آل مذكور حكام بوشهر  إلا ان هذا لم يمنع ان يدب الصراع بينهم لتنشب الحرب بين العتوب وبوشهر، فقد كان حاكم بوشهر الذي تخضع البحرين لحكمه غير راض عما حققه آل خليفة من انجازات في الزبارة، فقد كانت تنشب المنازعات كلما اجتاز آل خليفة البر إلى البحرين.
في عام 1782م اثناء وفود بعض أهالي الزبارة إلى البحرين، اعتدي على خادم لآل خليفة في سترة كان يريد شراء جذوع النخيل للوقود فأدى ذلك إلى وقوع قتال بين اتباع آل خليفة والبحارنة، فقتل أحد اتباع الخليفة واسمه إسماعيل.
فقام شيخ بوشهر عام 1782 بطلب الصلح من شيخ الكويت إلا أن الأخير رفض طلبه إلا إذا دفعت بوشهر نصف دخلها من البحرين وجزية سنوية عن بوشهر.
غضب أهل الزبارة نتيجة حادثة سترة ولذلك أرسلوا أناسا مسلحين في سفينة صغيرة للأخذ بثأر القتيل، فوصلوا إلى سترة وتقابلوا مع رهط القاتلين وتمكنوا من قتل غريمهم ولكن بعد أن قتلوا معه خمسة أشخاص ولم يصب احدا من أهل الزبارة بسوء، وقيل انهم هاجموا جزيرة البحرين سنة 1196هـ/1782م واستولوا على عدة سفن تابعة لبوشهر وبندر ريق كما وأجبروا رجال الشيخ ناصر آل مذكور على الانسحاب إلى القلعة فنهبوا المدينة وخربوها ثم عادوا إلى الزبارة آخذين معهم جالبوتا لبوشهر كان راسيا في البحرين ليستلم الضريبة السنوية التي تدفع لشيراز.
اشتكى البحارنة إلى الشيخ ناصر آل مذكور فغضب وأرسل إلى العتوب يطالبهم باسترداد الأسلاب فرفضوا، مما عزم على إرسال حملة لتأديبهم.

## الحرب

### حصار الزبارة
جهز نصر آل مذكور سفنا حربية ورافقته سفن بني كعب وأخرى من بندر ريق بعد أن أمرهم علي مراد خان حاكم شيراز بمساعدة الشيخ نصر، وكانت تحتوي على خمسة آلاف مقاتل وتولى ابن أخيه محمد بن سعدون آل مذكور القيادة، ثم سارت الجيوش نحو قطر حيث أرسوا سفنهم عند موضع يقال له عشيرقا وذهبوا إلى الزبارة مشيا فحاصروها لمدة شهر، ولما عجز آل خليفة عن مقاومة الحصار عرضوا الصلح ورد الأسلاب إلى الشيخ ناصر، وتوسط في ذلك الشيخ راشد القاسمي حاكم رأس الخيمة، ولكن ناصر آل مذكور أصر على طلبه وهو سبي نسائهم وأطفالهم وخدمهم جميعاً وإلا وضعوا فيهم السيوف حتى يفنوهم عن آخرهم ولما فشلت الوساطة بادر الشيخ ناصر بالهجوم على الزبارة وقد جذب إليه الشيخ راشد زعيم القواسم، فابقى أهالي الزبارة شرذمة من الرجال عند النساء والأطفال وقالوا لهم إن نصرنا الله فيها ونعمت وإن انكسرنا فأنتم اقتلوا النساء والأطفال جميعاً ولا تدعوهم يصيروا أسارى، وبعد قتلهم فشأنكم والفرار للنجاة بأنفسكم فخرجوا إليهم حيث دارت معركة حامية الوطيس، وفي اثناء ذلك نهض أهل فريحة وهم من آل بنعلي لمساعدة عتوب الزبارة فهاجموا مؤخرة المهاجمين فاضطربت صفوفهم، إضافة إلى عرب الظفير وقبيلة آل محمد فرع من البلوش الذي أرسلوا من البصرة بأمر من الوالي العثماني، فكان هذا العدد على ما يبدو أكبر بكثير مما كان يتوقع آل مذكور، مما رجح الكفة لصالح أهل الزبارة، فانهزمت قوات الشيخ ناصر واضطروا إلى الانسحاب. وقتل في تلك الوقعة الشيخ محمد آل مذكور قائد الحملة كما قتل ابن شقيق الشيخ راشد القاسمي. وكان ذلك في 18 جمادى الآخرة 1197هـ / 20 مايو 1783 م.

### العتوب يهاجمون البحرين
ماإن انهزمت قوات آل مذكور عن الزبارة حتى انضمت قبائل قطر إلى العتوب وهي الجلاهمة وآل مسلم وآل بن علي وآل سودان وآل مره وآل بوعينين والقبيسات وآل سليط والمنانعة والسادة حيث شرع أحمد آل خليفة بتنظيم صفوفهم للبدء في احتلال البحرين وأخذها من آل مذكور. أما عتوب الكويت فإن أنباء حصار بوشهر على الزبارة قد وصلتهم متأخرة، وذلك أنهم تمكنوا من القبض على مركب تابع لبوشهر يحمل انباء هزيمة قوات بوشهر في الزبارة، وكذلك فيه أوامر تطلب من ابن الشيخ ناصر المتصرف بشئون البحرين ان يبذل كل مافي وسعه للدفاع عن البحرين حتى يتمكن والده من مده بالعون اللازم. فبادر عتوب الكويت بالتوجه إلى البحرين في قوة مكونة من ستة جلابيت وعددا من القوارب المسلحة كانت قد أرسلها الشيخ عبد الله الصباح لدعم أقاربه العتوب المحاصرين في الزبارة. فتدفقت تلك الجموع إلى البحرين وأجبروا حاميتها على الإستسلام يوم 28 شعبان 1197 هـ/28 يوليو 1783م. ولايعرف على وجه الدقة هل شارك عتوب الزبارة إخوانهم عتوب الكويت في هجومهم على المنامة في البحرين أم لا، إذ أن الرواية المحلية لآل خليفة تعزو فتح البحرين إلى أحمد بن محمد بن خليفة ومعه القبائل النازلة بقطر، وهي تنفي أي دور لعتوب الكويت في الفتح، إلا أن تقارير أقدم عن هذه الحرب كتبها مستر واردن والكابتن تايلور تشير بوضوح إلى أن دور الكويت كان هامًا وحاسمًا.
فشل الشيخ ناصر في استرجاع جزيرة البحرين بعد استيلاء العتوب على جزيرة البحرين بدعم من العثمانيون، حاول إقناع الحكومة الفارسية بأهمية استرجاع جزيرة البحرين من يد العتوب التابعين لحاكم القرين (الكويت) الشيخ عبد الله بن صباح بن جابر آل صباح، ولكن انشغال الحكومة الفارسية بالحروب والفتن التي أعقبت موت كريم خان زند حالت دون ذلك، وفقا لوصف الكابتن مالكولم في تقرير العام 1800 فإن جزيرة البحرين استمرت تابعة لحاكم القرين. ومما يذكر بأن فرع الجلاهمة من العتوب اختلفوا مع باقي بني عتبة بعد فتح البحرين مباشرة وهاجروا إلى بندر بوشهر وجزيرة خرج واستقروا فيها وذلك قبل عودتهم إلى خور حسان في قطر وبدء أعمال القرصنة ضد البحرين.

## مابعد الحرب
بعد أن استولى العتوب على الجزيرة، لم يلجأوا إلى الانتقام من عائلة الشيخ نصر بعد استسلامهم، بل أجلوهم معززين مكرمين إلى بوشهر. وبعدها رأى الشيخ أحمد حاكم البحرين الجديد أن يوزع الغنائم التي كسبها على حلفائه، وبعدها بدأ الحلفاء بالمغادرة، فغادر عتوب الكويت إلى بلدهم، إلا الجلاهمة فقد طالبوا بأن يكون لهم نصيب في الحكم والأرض اعتمادًا على اتفاقية بينهما نصت على ان لهم الحق في أن يتقاسموا مناصفة ماينتج عن فتح البحرين. إلا أن طلبهم رفض فغادروا الجزيرة وهم حانقون.
أما الشيخ أحمد فقد استمر مقيمًا في الزبارة تاركًا أحد أقاربه يحكم البحرين من المنامة، وأصبح الشيخ أحمد يتردد على البحرين في فترة الصيف من كل سنة حتى مات ودفن في المنامة سنة 1794م، وخلفه في الحكم إبنه سلمان بن أحمد الذي اختار منطقة الرفاع مستقرًا لإقامته.

## نتائج فتح البحرين
كان لنجاح عتوب الزبارة التجاري والسياسي قد جلب معه أعداء لهم وهم بنو كعب وعرب بندر ريق وإمارة بوشهر، إلا أن فتح البحرين قد جلب أعداء جدد لهم وبالذات الشيخ راشد القاسمي أمير رأس الخيمة والشيخ عبد الله أمير هرمز، بالإضافة إلى الخطر الأكبر المتمثل في سلطان مسقط الذي ادعى في وقت سابق بالسيادة على البحرين، إلا أن مسقط التزمت الحياد للأسباب التالية:
- انحيازه إلى العتوب سيفقده دعواه تجاه البحرين، بالإضافة إلى أن جميع أعداء العتوب هم أساسًا أعداء تقليديون للسلطان، فلا يمكنه الانضمام إليهم كي لا يزيدهم هذا الانضمام قوة لهم.[32]
- كان السلطان أحمد بن سعيد قد بلغ آخر عمره ولا يستطيع أن يبادر بإعلان حرب، حتى أنه توفي في ديسمبر 1783، فأعقب وفاته نزاع على السلطة بين أبنائه الثلاثة، مما أخرج مسقط من المعادلة في ذلك الوقت.[33]

ومع ذلك استمرت محاولات إمارات الساحل الشرقي لاسترداد البحرين، والاستيلاء على ممتلكات العتوب في الكويت والزبارة. وقد جرى الاستعداد لتحقيق هذا الهدف في 12 فبراير 1785 عندما تقدم الشيخ نصر برًا إلى كنكون وأبحرت سفنه وسفن بندر ريق إليه، وانضمت إليهم قوة عسكرية قدمت من شيراز، ومن المفترض أن يقدم إليهم شيوخ هرمز ورأس الخيمة إلا أن وفاة مراد خان صاحب شيراز أزالت الخطر عن آل خليفة في البحرين، فاستقروا فيها.